# Interstate 78
I-78 eller Interstate 78 är en amerikansk väg, Interstate Highway, i Pennsylvania, New Jersey och New York. Den utgör en huvudförbindelse västerut från hamnarna i området kring New York och New Jersey.